# Bandera de Uzbekistán
La bandera nacional de Uzbekistán fue adoptada el 18 de noviembre de 1991.
Las 12 estrellas representan las 12 provincias (viloyat) del país. La franja azul representa el cielo, la franja blanca representa la justicia, y la franja verde representa hospitalidad, las dos rayas rojas estrechas representan la fuerza. La Luna decreciente representa la renovación o el reaparecer del país después de su larga desaparición en la Unión Soviética o la base islámica tradicional de la cultura de la mayoría de la población.
Una segunda explicación de la bandera dice que las 12 estrellas representan los 12 meses, o los 12 signos del zodiaco, que la tira blanca representa el algodón, el cultivo principal del país, y que la Luna decreciente representa el Islam.
Una tercera explicación dice que el azul representa el agua, el blanco representa paz y el verde representa la naturaleza, con las líneas rojas de la fuerza de la vida conectando cada componente.
Una cuarta explicación dice que las 12 estrellas representan la palabra Alá en escritura denominada alifato.

La palabra Alá en árabe simple.

## Banderas históricas

Bandera de la República Socialista Soviética de Uzbekistán (1925-1927)
Bandera de la República Socialista Soviética de Uzbekistán (1926-1931)
Bandera de la República Socialista Soviética de Uzbekistán (1931-1934)
Bandera de la República Socialista Soviética de Uzbekistán (1934-1935)
Bandera de la República Socialista Soviética de Uzbekistán (1935-1937)
Bandera de la República Socialista Soviética de Uzbekistán (1937-1941)
Bandera de la República Socialista Soviética de Uzbekistán (1941-1952)
Bandera de la República Socialista Soviética de Uzbekistán a partir de 1952
Reverso de la Bandera de la República Socialista Soviética de Uzbekistán

- Datos: Q483774
- Multimedia: National flag of Uzbekistan / Q483774